# Deseo (film, 2013)
Pour plus de détails, voir Fiche technique et Distribution.
Deseo est un film mexicain réalisé par Antonio Zavala Kugler et sorti en 2013.
Le film est une adaptation de la pièce de théâtre La Ronde écrite par Arthur Schnitzler en 1897.

## Synopsis
Le film est une succession humoristique de rencontres érotiques, délicieusement sensuelles.

## Fiche technique
- Titre original : Deseo
- Titre français : Désir
- Titre international : Desire
- Réalisation : Antonio Zavala Kugler
- Scénario : Arthur Schnitzler, Antonio Zavala Kugler
- Musique : Lila Downs, Iraida Noriega, Franz Zavala, Geraldine Zinat
- Pays de production : Mexique
- Langue d'origine : Espagnol
- Genre : Comédie dramatique, romance, érotisme
- Lieux de tournage : San Miguel de Allende, État de Guanajuato, Mexique
- Durée : 97 minutes
- Date de sortie :
  - Mexique : 13 septembre 2013

## Distribution
- Christian Bach : la dame
- Ari Borovoy (es) : le jeune homme
- Lila Downs : la chanteuse
- Edith González : l'actrice
- Paola Núñez : la jeune femme
- Paulina Gaitán : l'adolescente
- Gerardo Taracena : le marin
- Leonor Varela : la fille
- Pedro Damián : le mari
- Geraldine Zinat : la française du club
- Loló Navarro : la mamie
- Víctor Zavala Kugler : le prêtre
- Zachary Popovsky : l'homme dans le café
- Erik Zavala Kugler : l'élégant propriétaire
- Josie Agnessi